# Het Rad (metrostation)
Het Rad (Frans: La Roue) is een station van de Brusselse metro gelegen in de gemeente Anderlecht.

## Geschiedenis
Het station werd geopend op 15 september 2003 samen met Erasmus, Eddy Merckx en COOVI ter verlenging van metrolijn 1B vanuit Bizet tot Erasmus. Sinds de herziening van het metronet in 2009 rijdt metrolijn 5 door dit station.

## Situering
Het ondergrondse metrostation ligt vlak naast de Anderlechtse tuinwijk Het Rad. De toegang tot het station ligt in de middenberm van de Bergensesteenweg (verbinding tussen Brussel en Halle). Zoals in alle andere recent gebouwde stations is er een lift aanwezig voor rolstoelgebruikers. De sporen liggen aan weerskanten van een eilandperron. Op straatniveau zijn de toegangen in het midden van de straat en moeten reizigers door middel van zebrapaden over de rijbanen het straattrottoir bereiken. Er ligt zo een straateiland aan beide einden van het station.

## Kunst
De kunstwerken in het station bestaan uit een reeks van muurschilderingen die een panoramisch zicht geven op plaatsen die zich in de buurt van het station bevinden. In totaal zijn er 9 zulke schilderingen van om en bij de 2 bij 9m, gemaakt door de schilder Denis De Rudder. Het kunstwerk draagt de naam De cyclus van het rad.

## Afbeeldingen

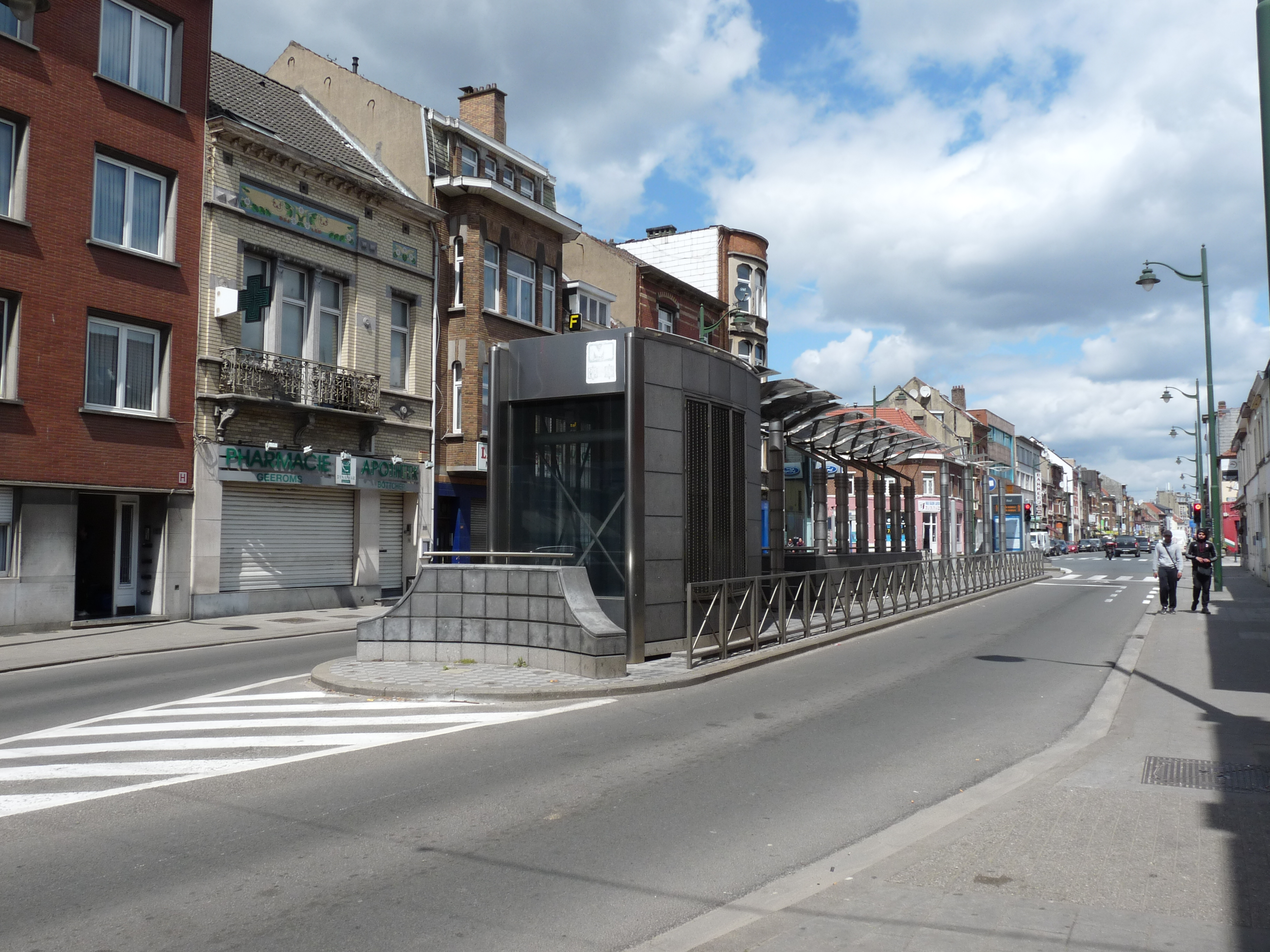
Metroingang in eilandvorm.

Erasmus · 
Eddy Merckx · 
COOVI · 
Het Rad · 
Bizet · 
Veeweide · 
Sint-Guido · 
Aumale · 
Jacques Brel · 
Weststation · Beekkant · 
Zwarte Vijvers · 
Graaf van Vlaanderen · 
Sint-Katelijne · 
De Brouckère · 
Centraal Station · 
Park · 
Kunst-Wet · 
Maalbeek · 
Schuman · 
Merode · 
Thieffry · 
Pétillon · 
Hankar · 
Delta · 
Beaulieu · 
Demey · 
Herrmann-Debroux